# 米克特蘭特庫特利
米克特蘭特庫特利（Mictlantecuhtli ，或写作Mictlāntēcutli，意為「冥王」）是阿茲特克人的冥界之神，祂掌管米克特蘭（阿茲特克的冥界）的第九層，也就是最底層。祂的女性面相，或說妻子，是米克特卡西瓦特爾（Mictecacihuatl）；祂的信差是貓頭鷹。

2013年11月25日墨西哥國家人類學及歷史機構（INAH）最近確認坐落該國普埃布拉州特瓦坎（Tehuacan）的一座十四世紀神廟，為古文明民族阿茲特克人（Aztecs）用作供奉死神。證據源於專家發現神廟的其中兩面牆壁設有龕位，放置嘴部及周圍塗有紅漆的陶製或真正人類頭骨，其面貌與阿茲特克中的「冥王」米克特蘭特庫特利（Mictlantecuhtli）脗合。